# گودجا
گودجا (به لاتین: Gudja) یک منطقهٔ مسکونی در مالت است که در منطقه جنوبی مالت واقع شده‌است. گودجا ۲٫۳ کیلومتر مربع مساحت و ۳٬۱۸۴ نفر جمعیت دارد.